# José Aroca Fresneda
José Aroca Fresneda más conocido como Pepe Aroca, (París, 9 de julio de 1965) es un entrenador de fútbol español. Es recordado y conocido en el fútbol español, y en concreto en el fútbol valenciano, por ser el segundo entrenador con más partidos jugados de toda la historia de la Tercera División valenciana. Y también por ser el entrenador más joven de la historia de la 2ªDivisión B española en debutar como técnico, con tan sólo 24 años.

## Trayectoria como entrenador
| Equipo                      | País   | Año       |
| --------------------------- | ------ | --------- |
| CD Bocairent                | España | 1995-1996 |
| CD Alcoyano                 | España | 1996-1997 |
| CD Alcoyano                 | España | 2001-2002 |
| Ontinyent Club de Fútbol    | España | 2002      |
| Novelda CF                  | España | 2002      |
| Ontinyent Club de Fútbol    | España | 2003      |
| CD Alcoyano                 | España | 2004-2005 |
| Club Deportivo Denia        | España | 2005-2007 |
| Jove Español de San Vicente | España | 2008-2009 |
| Unión Deportiva Alzira      | España | 2009-2010 |
| Orihuela Club de Fútbol     | España | 2012-2013 |
| Muro CF                     | España | 2013-2016 |
| Recambios Colón Catarroja   | España | 2017-2018 |

## Palmarés
- Campeón de liga 3ª División 1996-1997. CD Alcoyano.
- Ascenso con el Novelda C.F a 2ªB en la temporada 1997-1998
- Ascenso con el CD Denia a 2ªB en la temporada 2006-2007.
- Ascenso con el CD Alcoyano a 2ªB en la temporada 2003-2004.
- Ascenso con la UD Alzira a 2ªB en la temporada 2009-2010.